# Мато Ловрак
Мато Ловрак (Велики Грђевац, 8. март 1899 — Загреб, 13. март 1974) био је југословенски и хрватски дечји писац и учитељ.

## Биографија  и каријера
Рођен је у Великом Грђевцу, селу код Бјеловара, у шесточланој породици кројачког радника Мате и мајке Ане. Четворогодишњу пучку школу завршио је у родном селу, а након четири разреда ниже реалне гимназије у Бјеловару уписао се у Учитељску школу у Загребу коју је завршио 1919. године.
Након завршетка школе службовао је као учитељ у Кутини, Клокочевцу, Великом Грђевцу и Великим Зденцима, а од 1934. године до пензије 1954. године у Загребу. Писао је и приповетке, али је популарност стекао романима тематски везаним за детињство. Градио је занимљиву фабулу с елементима пустоловине, али и с дидактичким нагласцима. Изузетно плодан, аутор је тридесетак књига, Ловрак је неколико деценија забављао и одгајао младе читатеље изразом који сведочи о времену, а одликује се маштовитошћу и хумором. Дела су му преведена на многе језике. Писао је и стручне чланке у педагошким часописима.
Ловрак је написао неколико десетина приповетки и романа за децу, као и три романа за одрасле који немају веће значење. Први је у хрватској дечјој књижевности увео сеоску децу као главне протагонисте, а у романима и приповеткама дао предност акцији. Градска деца у његовим делима се појављују ретко и њихови су портрети беживотни и формални.
Ловрак није тежио створити идеалан тип безбрижног детета. У приповеткама и романима дао је слику деце свог доба. Нарочито је живо његово занимање за скупине сеоске деце и њихове игре..
Ловракови романи су кратки, сажета израза, исприповедани једноставно, али некад врло успјешно пониру у психологију детињства. Неретко се у његовим делима огледа и време у којем су настала са благом критиком свита одраслих. Замерити се може пренаглашена педагошка тенденција, социјално ангажовање и инсистирање на срећним завршетцима..
Преминуо је 13. марта 1974. године у Загребу, а сахрањен је у родном Великом Грђевцу.

## Дела
- Страшан сан (1924.), прва прича, објављена у Смиљу
- Из школе лепшега: цртице из школе: намењено учитељима, учитељским приправницима и љубитељима деце (1924.)
- Слатки поток и друге приче за децу (1930.)
- Влак у снијегу (првотни наслов Деца великог села, 1933.)
- Дружба Пере Квржице (1933.)
- Дивљи дечак (1934.)
- Непријатељ број 1 (1938.)
- Његова маленкост Францек други, храбри (1938.)
- Дока Бедаковић или сто тисућа на цести (1938.)
- Мицек, Муцек и Дедек (1939.)
- Анка Бразилијанка (1939.)
- Сретна земља (1940.)
- Пријатељи (1941.)
- О увјежбавању дечјих приредаба (1950.)
- Дијамант у трбуху (1951.)
- Наши дечаци и друге приче (1954.)
- Дечак Конзул (1954.)
- Прозор до врта (1955.)
- Три дана живота (1957.)
- Деветорица Храбрих (1958.)
- Дрвени зид (1958.)
- Снађи се ђеде (1958.)
- Искрица (1959.)
- Добра олуја и друге приче (1959.)
- Зелени оток (1961.)
- Путовање од 35 корака (1963.)
- Сламнати кровови (1963.)[5]
- Катићев дом (1964.)
- У мраку (1964.)
- Андрија Југ и свијет данас (1967.)
- Гимназијалац (1969.)
- Препарандист (1972.)
- Узвишено звање (2011.)[6]

## Наслеђе
Мато Ловрак и његова дела сматрају се класиком хрватске дечје књижевности. Време његовог деловања до педесетих година описује се се као „Ловраково доба”, у којем је роман постао главна врста хрватске дечје књижевности и био популаран међу читаоцима.
По његовим романима снимљени су успешни играни филмови Дружба Пере Квржице, Влак у снијегу и Анка.
Ловраку у част у Великом Грђевцу одржавају се Ловракови дани културе у склопу којих се додељује и Награда „Мато Ловрак”. Тамо је, изграђен и Културни центар ”Мато Ловрак” у склопу којег се налази књижевникова спомен-соба, „Млин Дружбе Пере Квржице” и железнички колосек на којем је постављена парна локомотива с три вагона, као показатељ Ловраковог дела Влак у снијегу.
Такође, у Хрватском школском музеју у Загребу чува се оставштина и радна соба Мате Ловрака, коју је музеју даровала његова кћерка Ђурђица Ловрак Вујасиновић.
Сабрана дела Мате Ловрака издата су 1964. године, а изабрана дела 1971. године у низу „Пет стољећа хрватске књижевности”. Године 2000. издат је зборник Мато Ловрак у хрватској школи: књижевнотеоријски и дидактичко-методички обзори с радовима о Ловраку насталима на стручним скуповима од 1989. до 1999. године. Године 2012. издата је монографија ауторке Мире Колар-Димитријевић под називом „Трагови времена у делима Мате Ловрака”.